# Hook (jeu vidéo, Ocean Software)
Pour les articles homonymes, voir Hook.
Hook est un jeu vidéo d'aventure développé et édité par Ocean Software, sorti en 1992 sur Amiga, Atari ST et DOS.
Le jeu est basé sur le film Hook ou la Revanche du Capitaine Crochet de Steven Spielberg.

## Équipe de développement
- Game Design : Bobby Earl, Kevin Oxland
- Programmation : Bobby Earl (Amiga), John Wildsmith (DOS)
- Conception des visuels : Dawn Drake, Martin McDonald, Kevin Oxland, Jack Wikeley
- Conception audio : Jonathan Dunn, Dean Evans, Keith Tinman
- Producteur : Colin Gordon